# Lijst van beschermd erfgoed in Komen-Waasten
Onderstaande tabel geeft een overzicht van de beschermde erfgoederen in de gemeente Komen-Waasten. Het beschermd erfgoed maakt deel uit van het cultureel erfgoed in België.
| Object                                    | Bouwjaar/architect | Deelgemeente | Adres | Coördinaten                  | Nummer?                | Afbeelding |
| ----------------------------------------- | ------------------ | ------------ | ----- | ---------------------------- | ---------------------- | ---------- |
| Twee tombes in de crypte van de kerktoren |                    |              |       | 50° 45' 12" NB, 2° 57' 3" OL | 54010-CLT-0004-01 Info |            |